# 圆叶盐爪爪
圆叶盐爪爪（学名：Kalidium schrenkianum）为苋科盐爪爪属的植物。分布在中亚地区以及中国大陆的新疆等地，生长于海拔420米至2,200米的地区，多生在盐碱地以及盐湖边，目前尚未由人工引种栽培。